# Moatazbellah Aboserea
Moatazbellah Assem Atta Aboserea, född 18 augusti 2005, är en egyptisk taekwondoutövare.

## Karriär
I november 2023 tog Aboserea brons i 54 kg-klassen vid afrikanska mästerskapen i Abidjan. I mars 2024 tog han guld i 54 kg-klassen vid afrikanska spelen i Accra efter att ha besegrat nigeriske Amadou Toudiani Maharana i finalen. Aboserea var även en del av Egyptens lag som tog silver i den mixade lagtävlingen.